# Charles Simonis
Charles Mathias Édouard Simonis (21 de setembre de 1818 – 1 de novembre de 1875) fou un polític i jurista luxemburguès. Va ser alcalde de la Ciutat de Luxemburg entre 1873 i 1875. També fou membre de la Cambra dels Diputats de Luxemburg, on va liderar campanya contra la creació d'un Banc Nacional, el qual va mantenir fins a la seva mort. Simonis era un dels 26 representants, juntament amb diversos altres polítics liberals notables, de la Companie des Hauts Fourneaux Luxembourgeois.